# Mephisto (tanc)

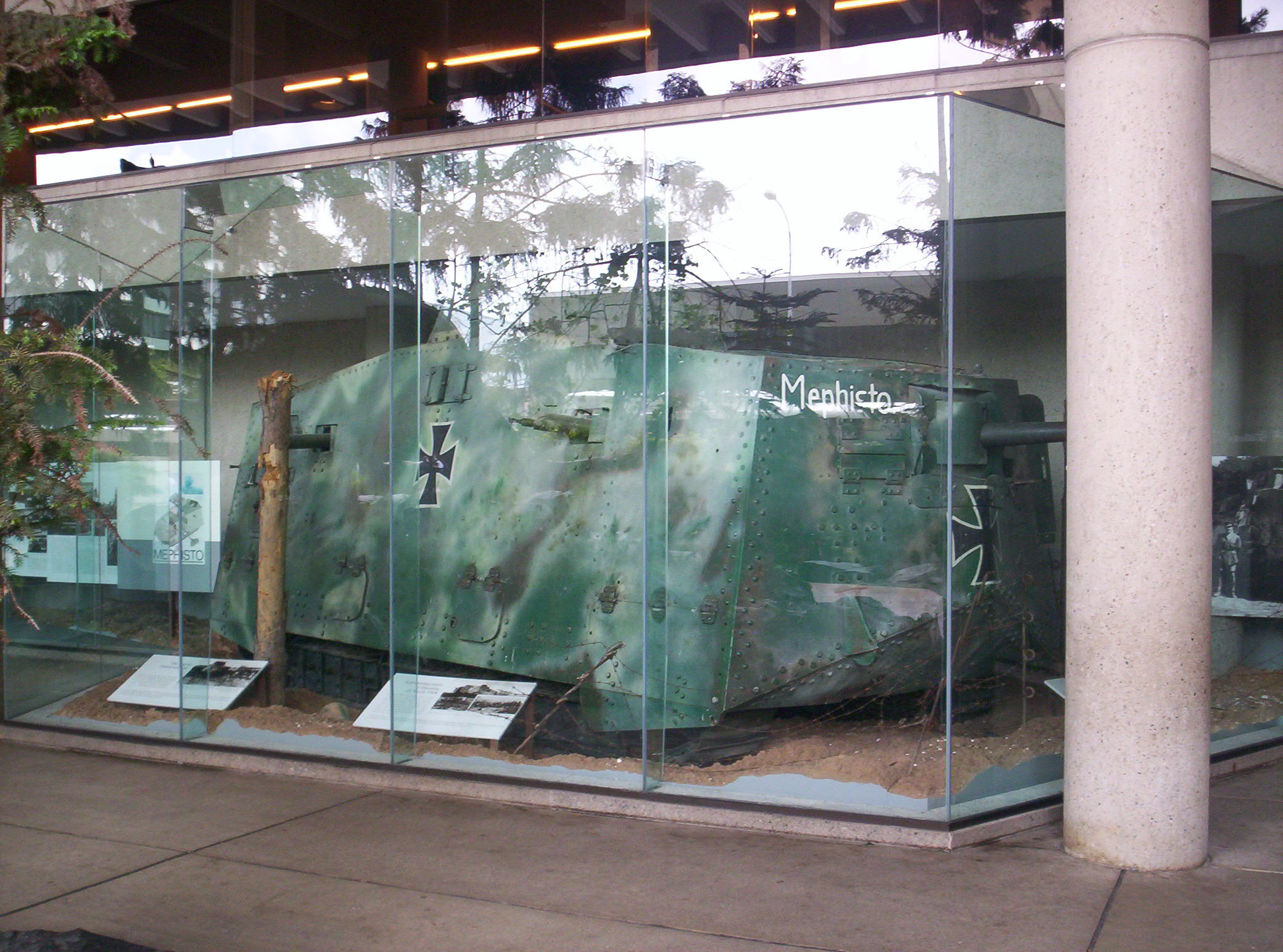
El tanc A7V, "Mephisto", al Queensland Museum de Brisbane, Austràlia

Mephisto és el nom del tanc alemany capturat per les tropes australianes durant la Primera Guerra Mundial. Un dels només 20 construïts, és l'últim exemple preservat del que va ser el primer tanc de l'Exèrcit alemany, l'A7V Sturmpanzerwagen, que és exposat al Queensland Museum a Austràlia.
El Mephisto, amb el número de xassís 506, ja no està operatiu, però fa uns anys es podia fer funcionar. Ara és protegit del públic i altres elements pel vidre.
El nom de Mephisto està pintat en una de les cares del darrere del tanc. El tanc va ser capturat a Villers-Bretonneux el 24 d'abril de 1918 per un batalló de les tropes australianes, la majoria de Queensland.
A diferència dels tancs moderns, l'A7V no tenia una gran torreta central, sinó que estava armat amb petites casamates (obertures estretes on hi cabia un canó de metralladora o d'arma pesant). N'hi havia dues als costats, una al davant i l'altra al darrere. Es va construir una rèplica de l'A7V a Alemanya el 1991, que va ser model·lat substancialment a partir del Mephisto.

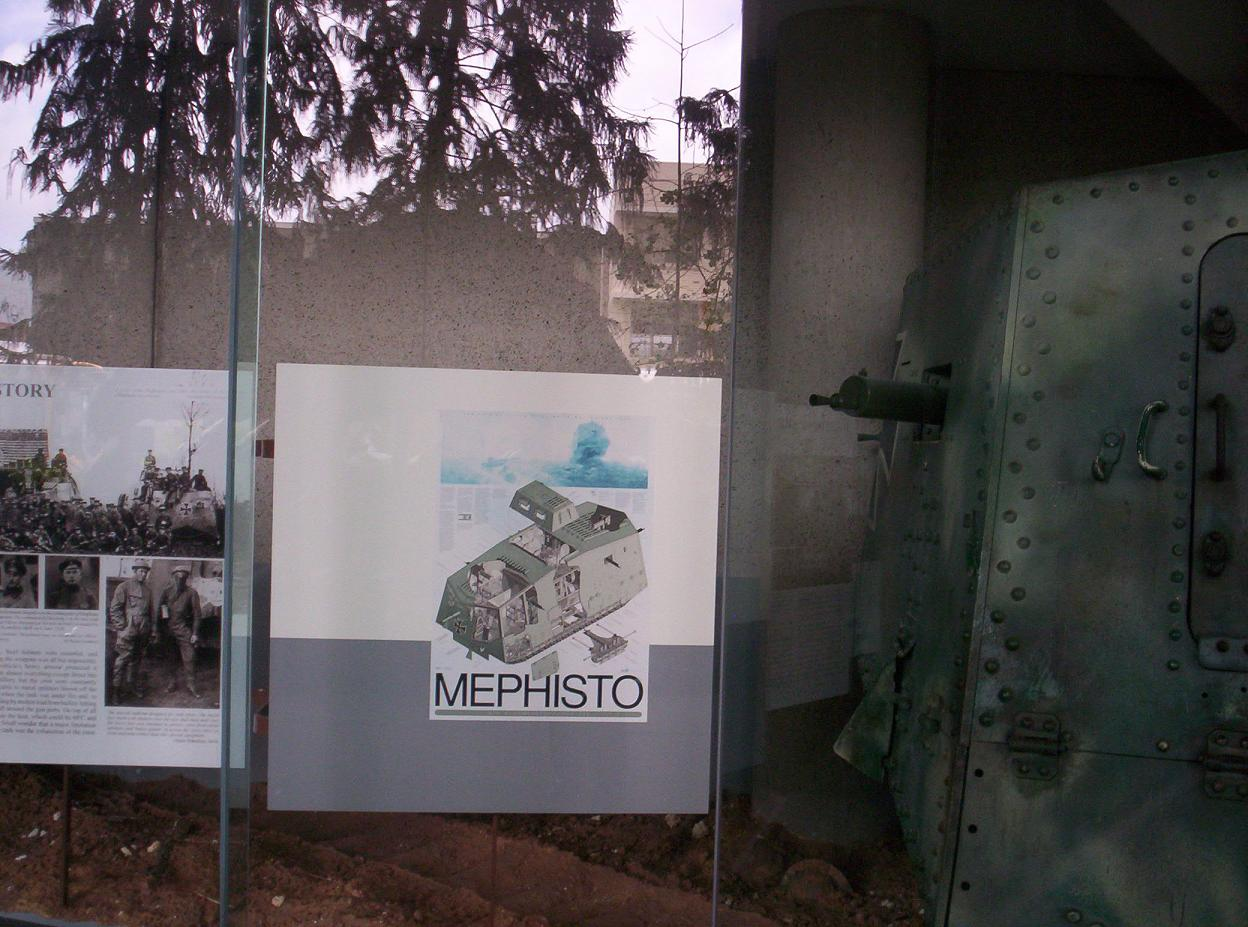
"Mephisto" — i informació sobre la història del "Mephisto", al Queensland Museum
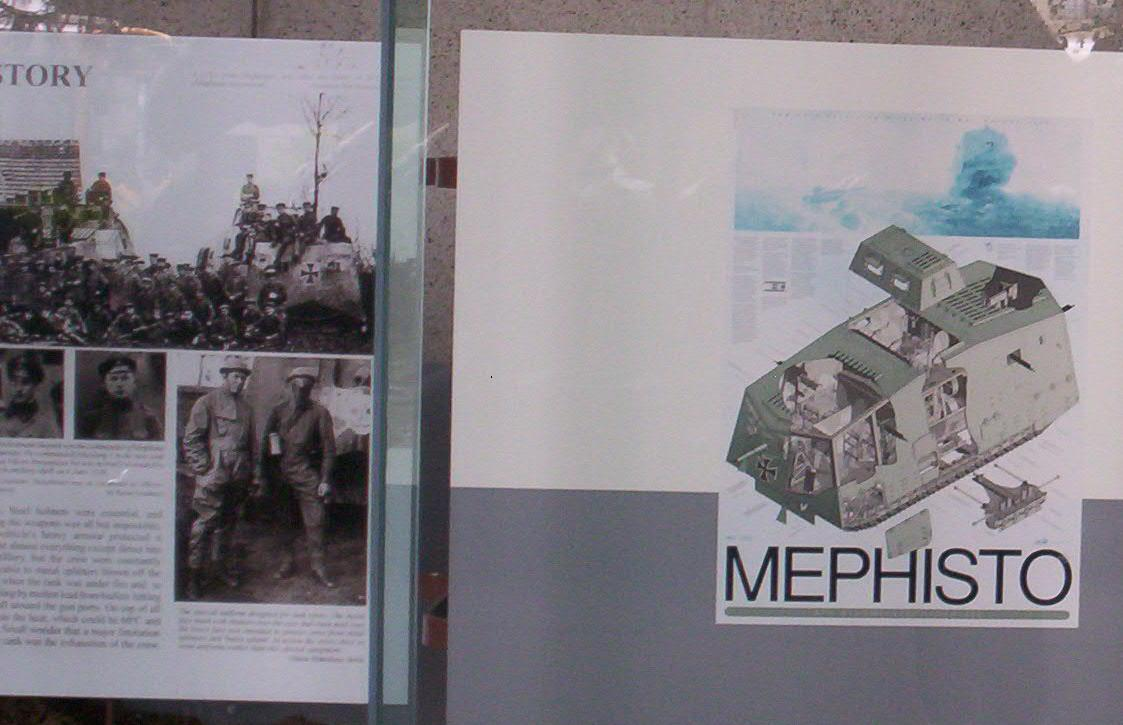
Foto enfocada a la informació del tanc "Mephisto" a Queensland Museum